# Nephodia subsordida
Nephodia subsordida là một loài bướm đêm trong họ Geometridae.